# サッテリヤ
サッテリヤ（さってりや）とは、かつて埼玉県幸手市に存在したハンバーガー類などを販売していたファストフード店である。

## 概要
埼玉県幸手市中1−1−40に立地する幸手ショッピングセンター1階に飲食施設としてオープンした。名前は、大手バーガーチェーンのロッテリアのもじりと所在地の幸手市が由来である。雑誌の「ぴあ」で紹介されたことで全国的に有名となったが、幸手駅前の東武ストア幸手店の1階テナントとしてロッテリア幸手東武ストア店が出店した後、1980年代後半には閉店していたが、2015年7月、同センター2階に「サッテリア」としてオープンした。
なお、幸手駅前周辺にはこの店舗とロッテリアの他にモスバーガーが出店したが、いずれも現存せず、2020年現在幸手駅前はファストフードの空白区域になっている。